# Альтеркюльц
Альтеркюльц (нем. Alterkülz) — община в Германии, в земле Рейнланд-Пфальц. 
Входит в состав района Рейн-Хунсрюк. Подчиняется управлению Кастеллаун.  Население составляет 435 человек (на 31 декабря 2010 года). Занимает площадь 7,58 км².

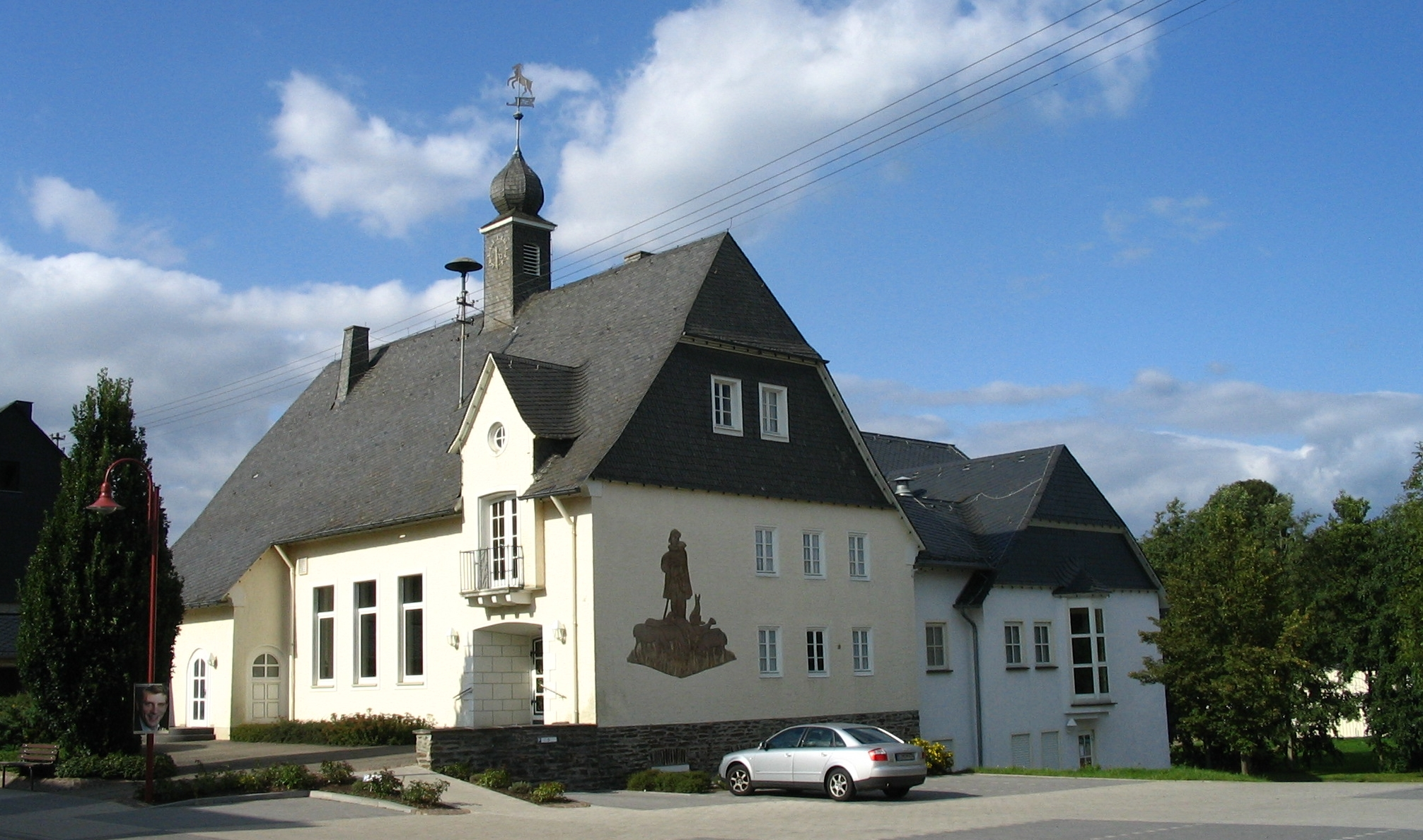
Альтеркюльц